# Электролиз

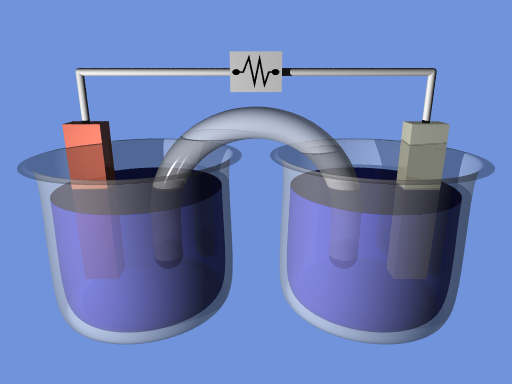
Схематическое изображение электролитической ячейки для исследования электролиза

Электро́лиз — физико-химический процесс, состоящий в выделении на электродах составных частей растворённых веществ или других веществ, являющихся результатом вторичных реакций на электродах, который возникает при прохождении электрического тока через раствор либо расплав электролита.
Электролиз является одним из лучших способов золочения или покрытия металла медью, золотом.
Упорядоченное движение ионов в проводящих жидкостях происходит в электрическом поле, которое создаётся электродами — проводниками, соединёнными с полюсами источника электрической энергии. Катодом при электролизе называется отрицательный электрод, анодом — положительный. Положительные ионы — катионы (ионы металлов, водородные ионы, ионы аммония и др.) — движутся к катоду, отрицательные ионы — анионы (ионы кислотных остатков и гидроксильной группы) — движутся к аноду.
Реакции, происходящие при электролизе на электродах, называются вторичными. Первичными являются реакции диссоциации в электролите. Разделение реакций на первичные и вторичные помогло Майклу Фарадею установить законы электролиза.
С точки зрения химии, электролиз — окислительно-восстановительный процесс, протекающий на электродах при прохождении постоянного электрического тока через раствор электролита.

## Применение

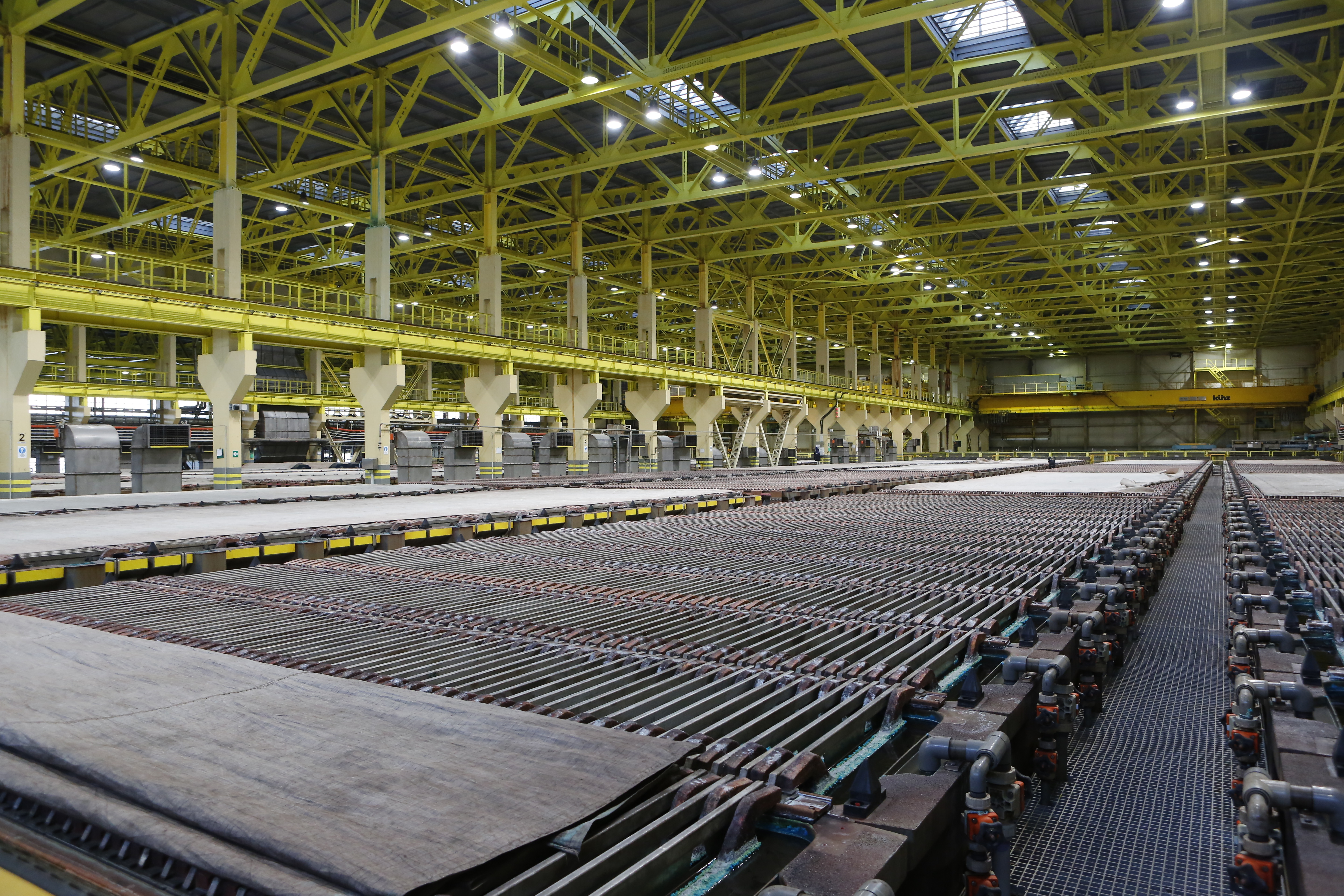
Цех электролиза меди завода «Уралэлектромедь».Катоды опущены в ванны с электролитом

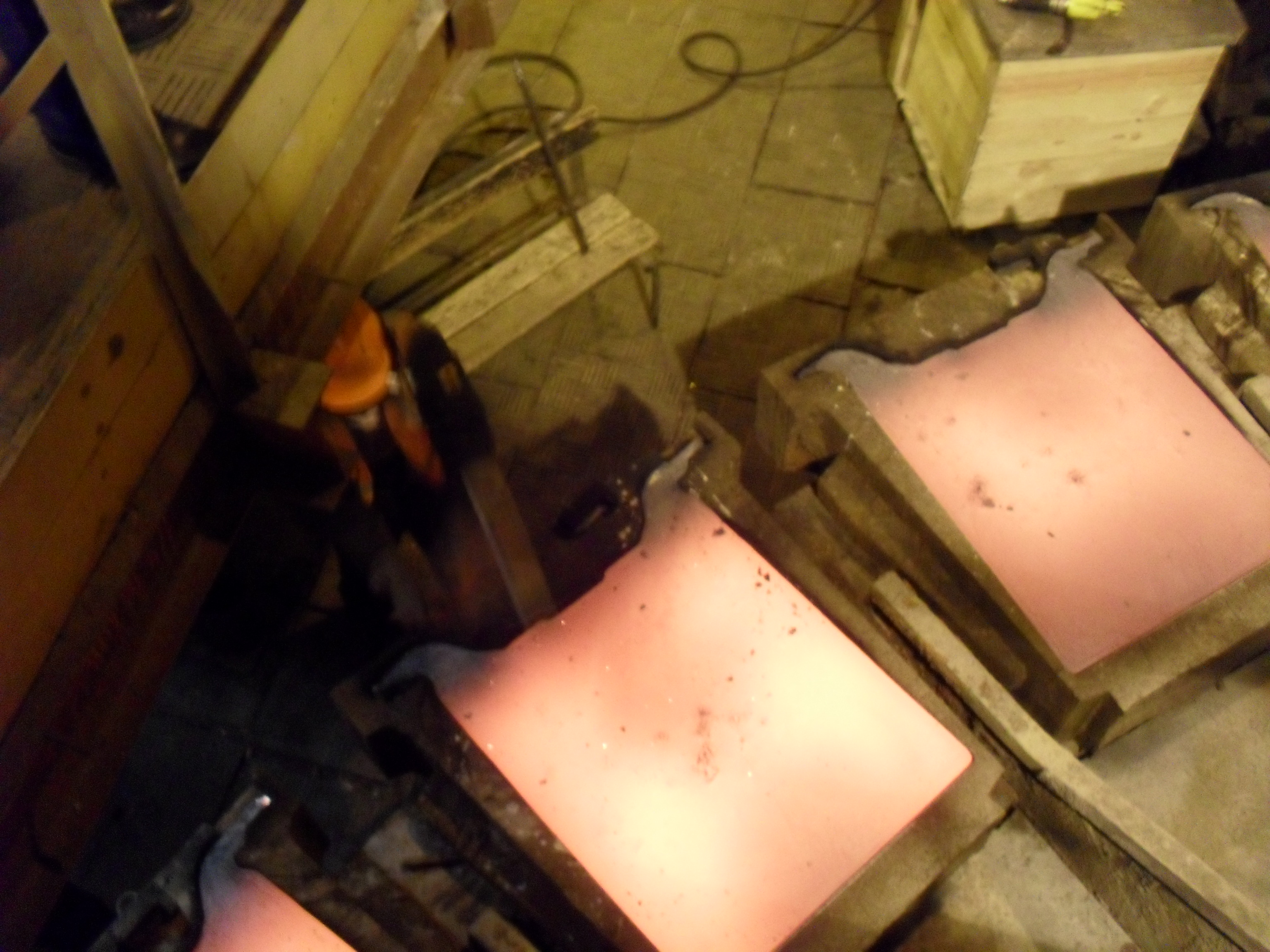
Аноды

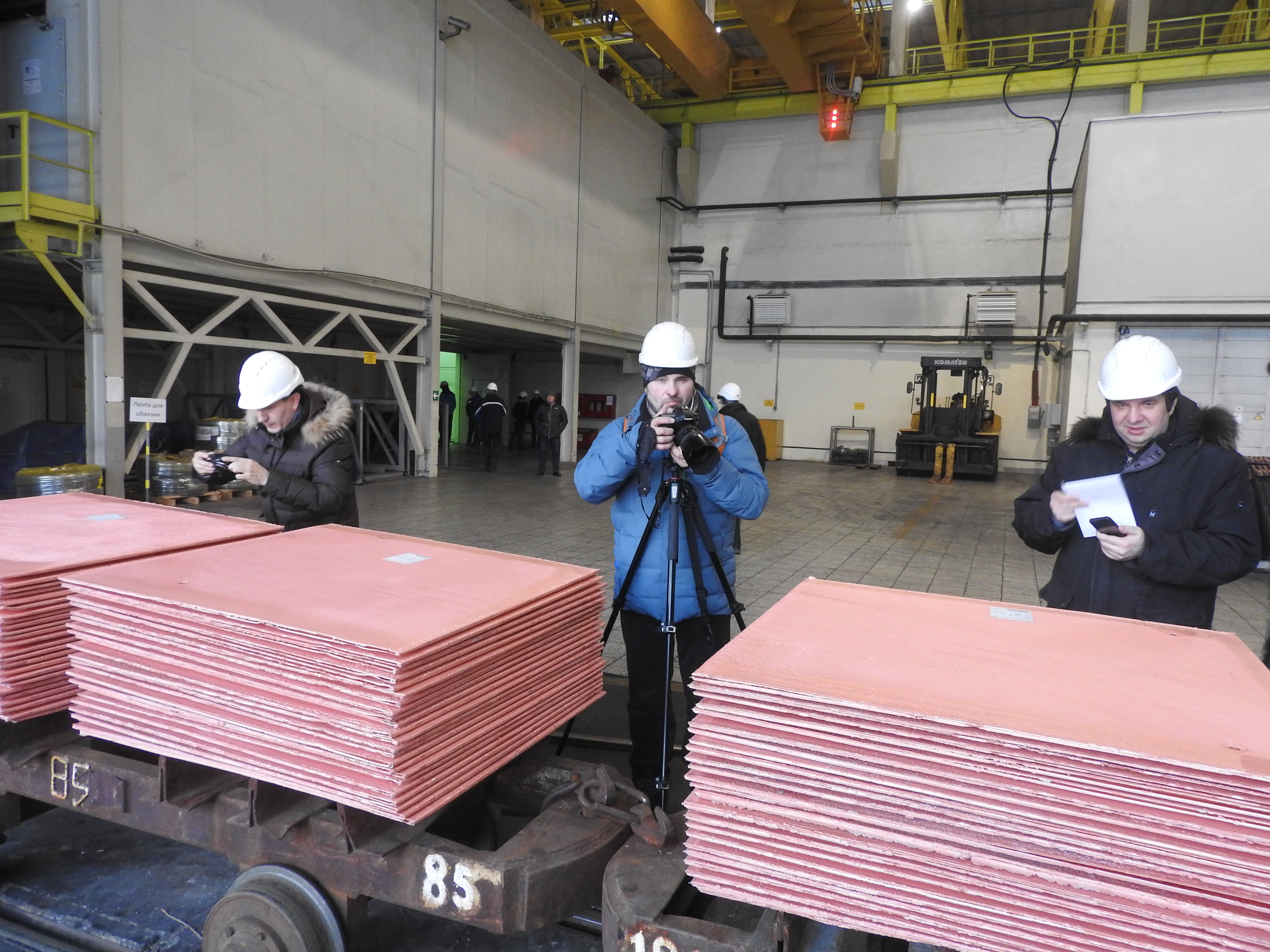
Катоды

Электролиз широко применяется в современной промышленности. В частности, электролиз является одним из способов промышленного получения алюминия, меди, водорода, диоксида марганца, пероксида водорода. Большое количество металлов извлекается из руд и подвергается переработке с помощью электролиза (электроэкстракция, электрорафинирование). Также электролиз является основным процессом, благодаря которому функционирует химический источник тока.
Электролиз находит применение в очистке сточных вод (процессы электрокоагуляции, электроэкстракции, электрофлотации).
Применяется для получения многих веществ (металлов, водорода, хлора и др.), при нанесении металлических покрытий (гальваностегия), воспроизведении формы предметов (гальванопластика).

## Первый закон Фарадея
В 1832 году Фарадей установил, что масса {\displaystyle m} вещества, выделившегося на электроде, прямо пропорциональна электрическому заряду {\displaystyle q}, прошедшему через электролит:
{\displaystyle m=k\cdot q.}
Если через электролит пропускается в течение времени {\displaystyle t} постоянный ток с силой тока {\displaystyle I}, то
{\displaystyle m=k\cdot I\cdot t.}
Коэффициент пропорциональности {\displaystyle k} называется электрохимическим эквивалентом вещества. Он численно равен массе вещества, выделившегося при прохождении через электролит единичного электрического заряда, и зависит от химической природы вещества.

### Вывод закона Фарадея
{\displaystyle m=m_{i}N_{i}} (1)
{\displaystyle m_{i}={\frac {M}{N_{a}}}} (2)
{\displaystyle N_{i}={\frac {\Delta q}{q_{i}}}} (3)
{\displaystyle \Delta q=I\Delta t} (4)
{\displaystyle q_{i}=ez}, (5)
где z — валентность атома (иона) вещества,
e — заряд электрона
Подставляя (2)-(5) в (1), получим
{\displaystyle m={\frac {M}{zeN_{A}}}I\Delta t}
{\displaystyle m={\frac {M}{zF}}I\Delta t},
где {\displaystyle F=eN_{A}} — постоянная Фарадея.
{\displaystyle k={\frac {M}{Fz}}}
{\displaystyle m=kI\Delta t}

## Второй закон Фарадея
Электрохимические эквиваленты различных веществ пропорциональны их молярным массам и обратно пропорциональны числам, выражающим их химическую валентность.
Химическим эквивалентом иона называется отношение молярной массы {\displaystyle A} иона к его валентности {\displaystyle z}. Поэтому электрохимический эквивалент
{\displaystyle k\ =\ {1 \over F}\cdot {A \over z}},
где {\displaystyle F} — постоянная Фарадея.
Второй закон Фарадея записывается в следующем виде:
{\displaystyle m={\frac {M{\cdot }I{\cdot }{\Delta }t}{n{\cdot }F}}},
где {\displaystyle M} — молярная масса данного вещества, образовавшегося (однако не обязательно выделившегося — оно могло и вступить в какую-либо реакцию сразу после образования) в результате электролиза, г/моль
{\displaystyle I} — сила тока, пропущенного через вещество или смесь веществ (раствор, расплав), А
{\displaystyle {\Delta }t} — время, в течение которого проводился электролиз, с
{\displaystyle F} — постоянная Фарадея, Кл·моль−1
{\displaystyle n} — число участвующих в процессе электронов, которое при достаточно больших значениях силы тока равно абсолютной величине заряда иона (и его противоиона), принявшего непосредственное участие в электролизе (окисленного или восстановленного)

Однако это не всегда так; например, при электролизе раствора соли меди(II) может образовываться не только свободная медь, но и ионы меди(I) (при небольшой силе тока).

## Изменение электролизом веществ
Не все вещества будут электролизироваться при пропускании электрического тока. Существуют некоторые закономерности и правила.
| Катионы активных металлов                                                                                       | Катионы менее активных металлов                                                                            | Катионы неактивных металлов                          |
| --- | --- | ---------------------------------------------------- |
| Li+, Cs+, Rb+, K+, Ba2+, Sr2+, Ca2+, Na+, Mg2+, Be2+, Al3+                                                      | Mn2+, Cr3+, Zn2+, Ga3+, Fe2+, Cd2+, In3+, Tl+, Co2+, Ni2+, Mo4+, Sn2+, Pb2+                                | Bi3+, Cu2+, Ag+, Hg2+, Pd3+, Pt2+, Au3+              |
| Тяжело разряжаются (только из расплавов), в водном растворе электролизу подвергается вода с выделением водорода | В водном растворе восстанавливается металл (при малой концентрации катионов в растворе — металл и водород) | Легко разряжаются, и восстанавливается только металл |

| Анионы кислородсодержащих кислот и фторид-ион                                                                    | Гидроксид-ионы; анионы бескислородных кислот (кроме F−) |
| --- | ------------------------------------------------------- |
| PO43−, CO32−, SO42−, NO3−, NO2−, ClO4−, F−                                                                       | OH−, Cl−, Br−, I−, S2−                                  |
| Тяжело разряжаются (только из расплавов), в водном растворе электролизу подвергается вода с выделением кислорода | Легко разряжаются                                       |

## Примеры

### Расплавы
Активные металлы, менее активные металлы и неактивные металлы в расплавах ведут себя одинаково.
| Соль активного металла и бескислородной кислоты | Соль активного металла и кислородсодержащей кислоты | Гидроксид: активный металл и гидроксид-ион |
| --- | --- | --- |
| {\displaystyle {\ce {NaCl <-> Na+ + Cl-}}} K(-): {\textstyle {\ce {Na+ + e- = Na^0}}} A(+): {\displaystyle {\ce {Cl- - e- -> Cl^0 -> Cl2}}} Вывод: {\displaystyle {\ce {2NaCl -> 2Na + Cl2 ^}}} | {\displaystyle {\ce {Na2SO4 <-> 2Na+ + SO4^2-}}} K(-): {\displaystyle {\ce {2Na+ + 2e- = 2Na^0}}} A(+): {\displaystyle {\ce {2SO4^2- - 4e- = 2SO3 + O2}}} Вывод: {\displaystyle {\ce {2Na2SO4 -> 4Na + 2SO3 ^ + O2 ^}}} | {\displaystyle {\ce {NaOH <-> Na+ + OH-}}} K(-): {\displaystyle {\ce {Na+ + e- = Na^0}}} A(+): {\displaystyle {\ce {4OH- - 4e- = 2H2O + O2}}} Вывод: {\displaystyle {\ce {4NaOH -> 4Na + 2H2O + O2 ^}}} |

### Растворы

#### Активные металлы
| Соль активного металла и бескислородной кислоты | Соль активного металла и кислородсодержащего кислотного остатка | Гидроксид: активный металл и гидроксид-ион |
| --- | --- | --- |
| {\displaystyle {\ce {NaCl <-> Na+ + Cl-}}} K(-): {\displaystyle {\ce {2H2O + 2e- = H2 + 2OH-}}} A(+): {\displaystyle {\ce {2Cl- - 2e- = Cl2}}} Вывод: {\displaystyle {\ce {2NaCl + 2H2O -> H2 ^ + Cl2 ^ + 2NaOH}}} | {\displaystyle {\ce {Na2SO4 <-> 2Na+ + SO4^2-}}} K(-): {\displaystyle {\ce {2H2O + 2e- = H2 ^ + 2OH-}}} A(+): {\displaystyle {\ce {2H2O - 4e- = O2 ^ + 4H+}}} Вывод: {\displaystyle {\ce {2H2O -> 2H2 ^ + O2 ^}}} | {\displaystyle {\ce {NaOH <-> Na+ + OH-}}} K(-): {\displaystyle {\ce {2H2O + 2e- = H2 ^ + 2OH-}}} A(+): {\displaystyle {\ce {4OH- -4e- = O2 ^ + 2H2O}}} Суммарно: {\displaystyle {\ce {4H2O + 4e- + 4OH- = 2H2 ^ + 4OH- + 4e- + O2 ^ + 2H2O}}} Вывод: {\displaystyle {\ce {2H2O -> 2H2 ^ + O2 ^}}} |

#### Менее активные металлы и неактивные металлы
| Соль менее активного металла и бескислородной кислоты | Соль менее активного металла и кислородсодержащей кислоты | Гидроксид                                                      |
| --- | --- | -------------------------------------------------------------- |
| {\displaystyle {\ce {ZnCl2 <-> Zn^2+ + 2Cl-}}} K(-): {\displaystyle {\ce {Zn^2+ + 2e- = Zn^0}}} A(+): {\displaystyle {\ce {2Cl- - 2e- = 2Cl^0}}} Вывод: {\displaystyle {\ce {ZnCl2 -> Zn + Cl2 ^}}} | {\displaystyle {\ce {ZnSO4 <-> Zn^2+ + SO4^2-}}} K(-): {\displaystyle {\ce {Zn^2+ + 2e- = Zn^0}}} A(+): {\displaystyle {\ce {2H2O - 4e- = O2 ^ + 4H+}}} Вывод: {\displaystyle {\ce {2ZnSO4 + 2H2O -> 2Zn + 2H2SO4 + O2}}} | Невозможно: гидроксиды неактивных металлов нерастворимы в воде |

## Мнемоническое правило
Для запоминания катодных и анодных процессов в электрохимии существует следующее мнемоническое правило:
- У анода анионы окисляются.
- На катоде катионы восстанавливаются.

В первой строке все слова начинаются с гласной буквы, во второй — с согласной.
Или проще:
- КАТод — КАТионы (ионы у катода, катодный процесс)
- АНод — АНионы (ионы у анода, анодный процесс)

## Электролиз в газах
Электролиз в газах, при наличии ионизатора, заключается в том, что при прохождении через них постоянного электрического тока наблюдается выделение веществ на электродах. Законы Фарадея в газах не действительны, но существуют несколько закономерностей:
1. при отсутствии ионизатора электролиз проводиться не будет, даже при высоком напряжении;
2. электролизу подвергаются только бескислородные кислоты в газообразном состоянии и некоторые газы;
3. уравнения электролиза, как в электролитах, так и в газах, всегда остаются постоянными.